# Hawker Henley
Hawker Henley je bil britansko dvosedežno propelersko letalo za vlečenje vadbenih tarč. Razvit je bil na podlagi Hurricana. Zgradili so 200 primerkov, ki so jih uporabljali med 2. svetovno vojno. 

## Specifikacije (Henley Mk III)
Splošne karakteristike
- Posadka: 2
- Dolžina: 36 ft 5 in (11,10 m)
- Razpon kril: 47 ft 10½ in (14,59 m)
- Višina: 14 ft 7½ in (4,46 m)
- Površina kril: 342 ft² (31,77 m²)
- Teža praznega letala: 6010 lb (2726 kg)
- Maks. vzletna teža: 8840 lb (3846 kg)
- Pogon letala: 1 ×  12-valjni V-motor Rolls-Royce Merlin II, 1030 KM (768 kW)

 Zmogljivost 
- Maks. hitrost: 272 mph na višini 17500 čevljev (438 km/h na višini 5300 m)
- Potovalna hitrost: 235 mph na višini 15000 čevljev (378 km/h na višini 4500 m)
- Doseg: 950 milj (1529 km)
- Višina leta: 27000 ft (8200 m)
- Hitrost vzpenjanja: 1150 ft/min (340 m/min)
- Obremenitev kril: 25,9 lb/ft² (121 kg/m²)
- Razmerje moč/teža: 0,121 KM/lb (0,20 kW/kg)